# Ilja Venäläinen
Ilja Venäläinen est un footballeur finlandais, né le 27 septembre 1980 à Kuopio en Finlande. Il évolue comme attaquant.

## Palmarès
KuPS Kuopio
- Championnat de Finlande de D2
  - Champion (2) : 2000, 2007